# Список підводних човнів ВМС Індії
Це список підводних човнів ВМС Індії, згрупованих за класами.

## На озброєнні
| Клас                                  | Тип                                                    | Човни | Походження                | Водотоннажність           | Примітки                                                                       |
| Атомні підводні човни (3)             | Атомні підводні човни (3)                              | Атомні підводні човни (3) | Атомні підводні човни (3) | Атомні підводні човни (3) | Атомні підводні човни (3)                                                      |
| ------------------------------------- | ------------------------------------------------------ | --- | ------------------------- | ------------------------- | ------------------------------------------------------------------------------ |
| клас Чакра (Щука-В)                   | Атомний торпедний підводний човен (SSN)                | INS Chakra (S71) | Росія                     | 8140 тонн                 | Орендований на 10 років у Росії з 2012 року.                                   |
| клас Аріхант                          | Атомний підводний човен з балістичними ракетами (SSBN) | INS Arihant (S2) INS Arighat (S3) | Індія                     | 6000 тонн                 |                                                                                |
| Дизель-електричні підводні човни (14) |                                                        | |                           |                           |                                                                                |
| клас Шишумар                          | Багатоцільовий підводний човен                         | INS Shishumar (S44) INS Shankush (S45) INS Shalki (S46) INS Shankul (S47) | Західна Німеччина Індія   | 1850 тонн                 |                                                                                |
| клас Калварі                          | Багатоцільовий підводний човен                         | INS Kalvari (S21) INS Khanderi (2017) INS Karanj (2018) INS Vela (2019) INS Vagir (2020)                                                                                         | Франція Індія             | 2000 тонн                 |                                                                                |
| клас Сіндхугош                        | Багатоцільовий підводний човен                         | INS Sindhughosh (S55) INS Sindhudhvaj (S56) INS Sindhuraj (S57) INS Sindhuratna (S59) INS Sindhukesari (S60) INS Sindhukirti (S61) INS Sindhuvijay (S62) INS Sindhurashtra (S65) | Радянський Союз Росія     | 3076 тонн                 | INS Sindhuvir мав бути переданий Військово-морському флоту М'янми в 2020 році. |

## У розробці
| Клас                                 | Зображення                | Тип                                            | Човни                     | Походження                | Водотоннажність           | Примітка                  |
| Атомні підводні човни (2)            | Атомні підводні човни (2) | Атомні підводні човни (2)                      | Атомні підводні човни (2) | Атомні підводні човни (2) | Атомні підводні човни (2) | Атомні підводні човни (2) |
| ------------------------------------ | ------------------------- | ---------------------------------------------- | ------------------------- | ------------------------- | ------------------------- | ------------------------- |
| клас Аріхант                         |                           | Підводний човен з балістичними ракетами (SSBN) | INS Aridhaman             | Індія                     | 7000 тонн                 | У розробці                |
| Дизель-електричні підводні човни (5) |                           |                                                |                           |                           |                           |                           |
| клас Калварі                         |                           | Багатоцільовий підводний човен                 | INS Vagsheer              | Франція Індія             | 1870 тонн                 |                           |

## Заплановані
| Клас              | Зображення | Тип                                            | Кількість човнів | Походження | Переміщення        | Статус                                                       | Примітка |
| ----------------- | ---------- | ---------------------------------------------- | ---------------- | ---------- | ------------------ | ------------------------------------------------------------ | --- |
| клас Аріхант      |            | Підводний човен з балістичними ракетами (SSBN) | 4                | Індія      | 6 000 — 7 000 тонн | 1 введено в експлуатацію, 1 запущено, 2 в стадії будівництва | |
| клас S5           |            | Підводний човен з балістичними ракетами (SSBN) | 3                | Індія      | 13500 тонн         | 3 заплановані                                                | Проект був затверджений з бюджетом у ₹ 10 000 крор рупій (1,4 млрд дол).                                                                                           |
| Клас корінних SSN |            | Багатоцільовий підводний човен (SSN)           | 6                | Індія      | 6000 тонн          | 6 запланованих                                               | |
| клас Щука-В       |            | Багатоцільовий торпедний підводний човен (SSN) | 1                | Росія      | 12770 тонн         | 1 запланований                                               | У березні 2019 року Індія підписала угоду з Росією про оренду ще одного підводного човна класу «Щука», який, як очікується, приєднається до ВМС Індії до 2025 року |

## Зняті з експлуатації

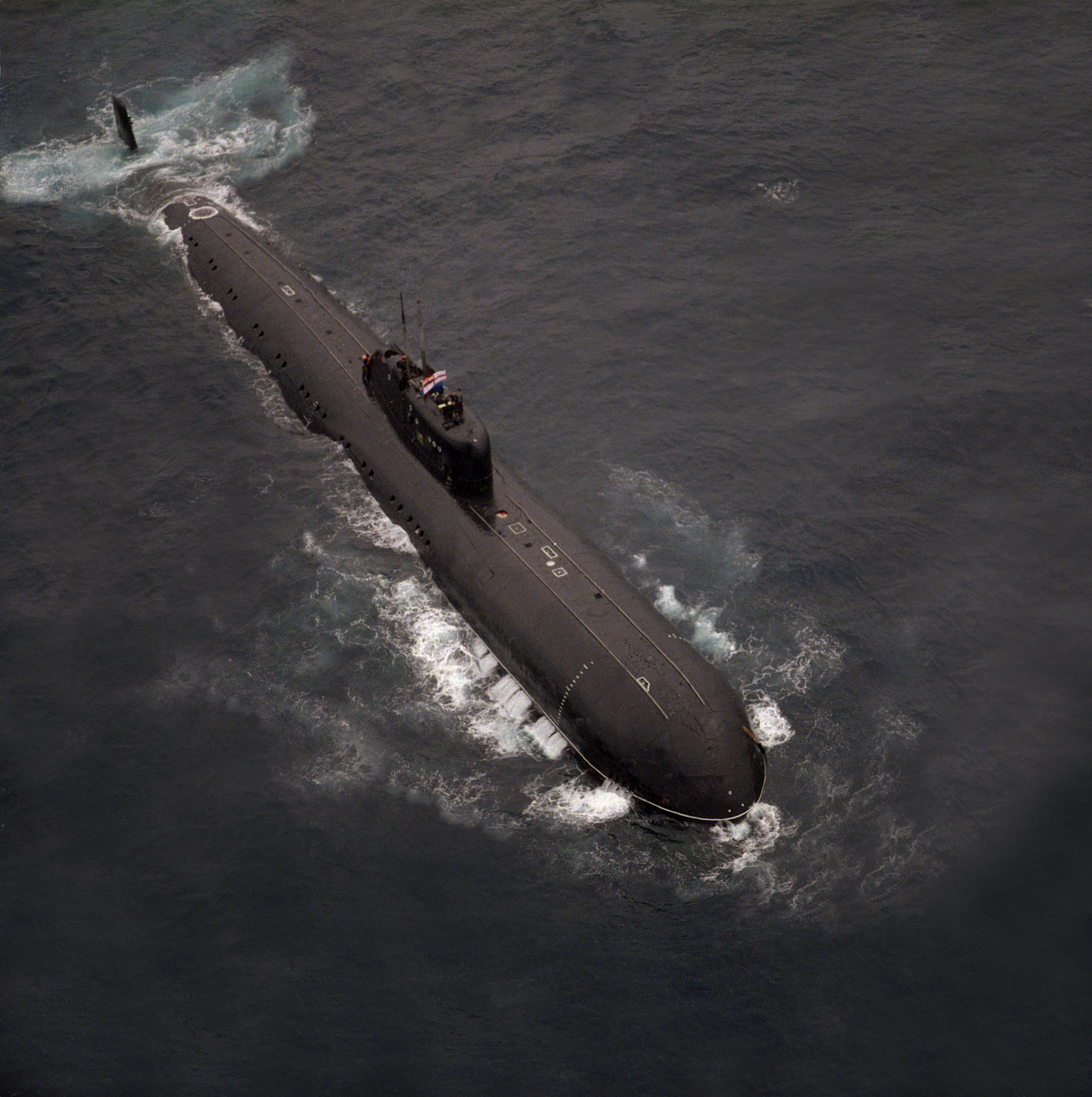
INS (S71), орендований радянський атомний підводний човен класу Чарлі.

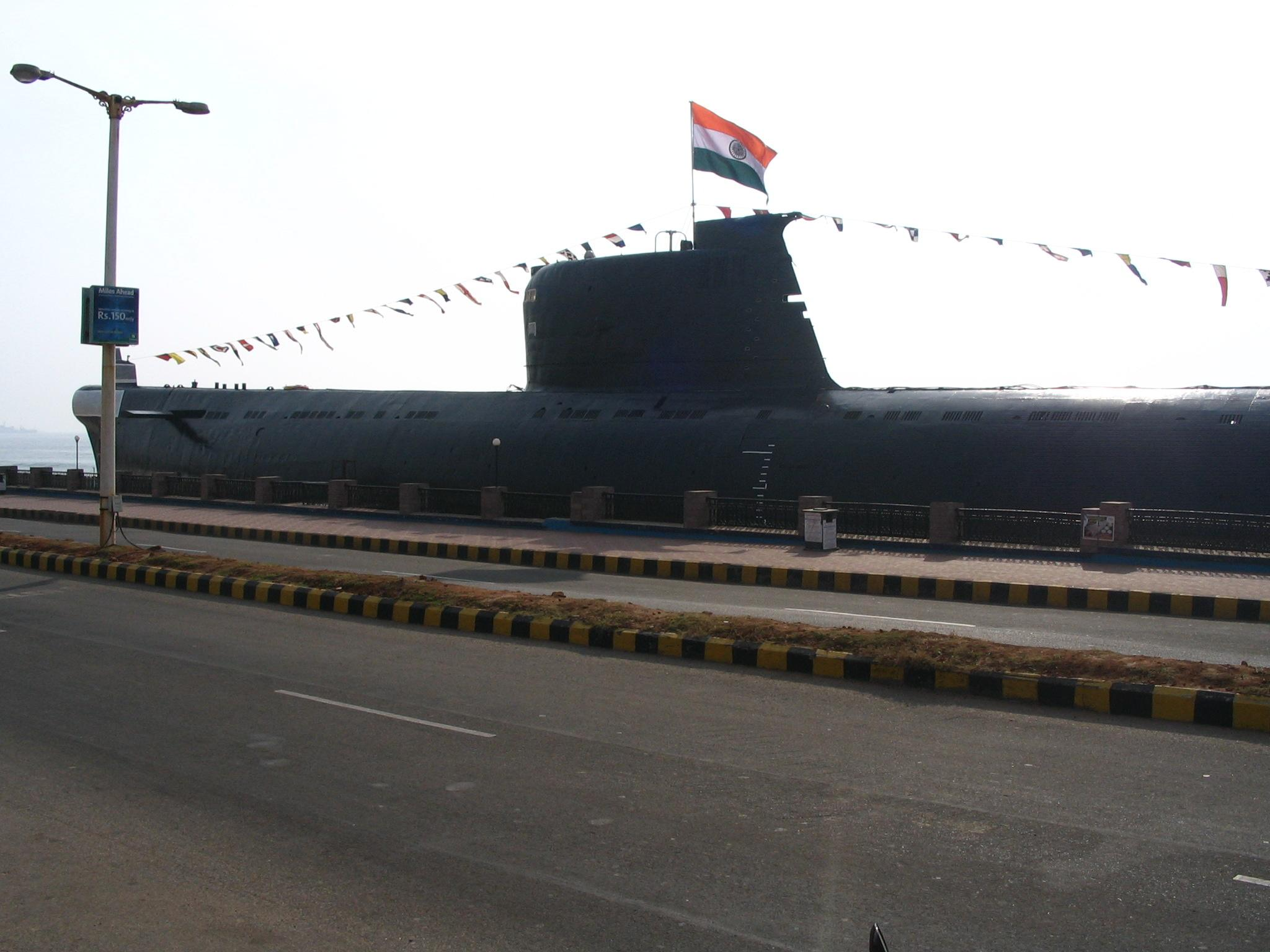
Музейний корабель INS Kursura

| Клас                                     | Кораблі                                                                 | Походження                               | Введено в експлуатацію                                                            | Знятий з експлуатації                                                     | Водотоннажність                          | Примітка |
| Атомні підводні човни з атомною енергією | Атомні підводні човни з атомною енергією                                | Атомні підводні човни з атомною енергією | Атомні підводні човни з атомною енергією                                          | Атомні підводні човни з атомною енергією                                  | Атомні підводні човни з атомною енергією | Атомні підводні човни з атомною енергією                                                                                            |
| ---------------------------------------- | ----------------------------------------------------------------------- | ---------------------------------------- | --------------------------------------------------------------------------------- | ------------------------------------------------------------------------- | ---------------------------------------- | --- |
| клас Скат                                | INS Чакра (K-43)                                                        | Радянський Союз                          | 1 вересня 1987 року                                                               | січень 1991 року                                                          | 5000 тонн                                | Орендований на 10 років, але повернувся до Радянського Союзу в 1991 році через 3 роки. Знятий з експлуатації та списаний 1992 року. |
| Дизель-електричні підводні човни         |                                                                         |                                          |                                                                                   |                                                                           |                                          | |
| клас Калварі                             | INS Kalvari (S23) INS Khanderi (S22) INS Karanj (S21) INS Kursura (S20) | Радянський Союз                          | 8 грудня 1967 року 6 грудня 1968 року 4 вересня 1969 року 18 грудня 1969 року     | 31 травня 1996 року 18 жовтня 1989 р 1 серпня 2003 року 27 вересня 2001 р | 2475 тонн                                | виставковий експонат виставковий експонат невідомо музейний експонат                                                                |
| клас Вела                                | INS Vela (S40) INS Vagir (S41) INS Vagli (S42) INS Vagsheer (S43)       | Радянський Союз                          | 31 серпня 1973 року 3 листопада 1973 року 10 серпня 1974 року 26 грудня 1974 року | 25 червня 2010 р 7 червня 2001 р 9 грудня 2010 року 30 квітня 1997 р      | 2475 тонн                                | невідомо невідомо музейний експонат невідомо                                                                                        |
| клас Сіндхугош                           | INS Sindhurakshak (S63) INS Sindhuvir (S58)                             | Росія Радянський Союз                    | 24 грудня 1997 року 26 серпня 1988 року                                           | 6 березня 2017 р березень 2020                                            | 3076 тонн                                | Знятий з експлуатації / потоплений Переведений до ВМС М'янми.                                                                       |